# تيكتاليك

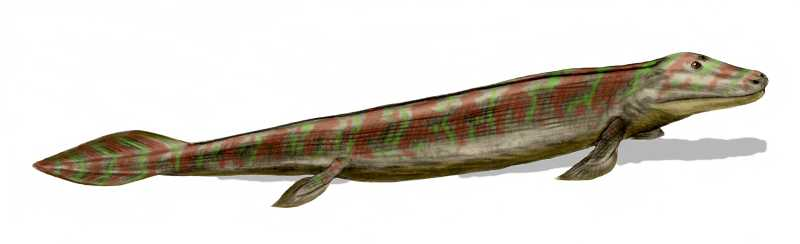
تيكتاليك

التيكتاليك هو جنس أصنوفة أحادية الطراز من لحميات الزعانف المنقرضة يعود زمن تواجدها إلى العصر الديفوني المتأخر، أي قبل نحو 375 مليون عام، وتملك العديد من الميزات المشابهة لتلك الموجودة لدى رباعيات الأطراف (حيوانات رباعية الأرجل).
اكتُشفت التيكتاليك في منطقة القطب الشمالي في كندا. وتُعتبر، من الناحية الفنية، سمكة متكاملة بحراشف وخياشيم –لكنها تملك رأساً مسطحاً شبيهاً برأس التمساح وزعانف غير مألوفة. وتحتوي زعانفها على عظام رقيقة للتجديف مثل معظم الأسماك الأخرى، ولكنها تملك أيضاً عظاماً داخلية قوية تسمح لها بالسباحة إلى الأمام في المياه الضحلة واستخدام أطرافها للحصول على الدعم كما تفعل معظم الحيوانات ذات الأرجل الأربعة. تميز هذه الزعانف ومجموعة من الخصائص الأخرى حيوان التيكتاليك بشكل خاص: فهي تملك مجموعة من الميزات التي توضح الانتقال التطوري بين الأسماء السابحة في الماء وذريتها، أي الفقاريات ذات الأرجل الأربعة –وهو فرعٌ حيوي يشمل البرمائيات والزواحف والطيور والثدييات.
وربما تكون التيكتاليك، بالإضافة إلى حيوانات أخرى مماثلة، السلف الشائع للصنف الواسع الذي يشمل جميع الحيوانات الفقارية الأرضية: كالبرمائيات والزواحف والطيور والثدييات. عُثر على أول أحفورة تيكتاليك محفوظة بشكل جيدٍ في عام 2004 في جزيرة إليسمير في نونافوت، كندا.

## الوصف
تقدم التيكتاليك نظرة حول ميزات أقرب أقرباء رباعيات الأطراف المنقرضة. وعلى عكس العديد من الأحفورات الانتقالية السابقة الأكثر شبهاً بالأسماك، فإن لـ “زعانف” التيكتاليك عظاماً معصمية بدائية وزعانف شعاعية تذكرنا بالأصابع. إن تنادد العناصر الوحشية غير مؤكد. وظهرت عدة اقتراحات تدعي تناددها مع الخانات، لكن ذلك لا يتوافق مع النموذج التطوري للقوس الرقمي، فعلى هذه الخانات أن تكون هياكلاً خلف محورية، لكن ثلاثة فقط من زعانف التيكتاليك الشعاعية الثمانية (المعاد بناؤها) هي خلف محورية.
ومع ذلك، بالإمكان مقارنة السلاسل القريبة مباشرة بالعظم المثلثي والعظم المتوسط لدى رباعيات الأطراف. كانت الزعنفة تحمل وزناً كبيراً، حيث كانت مرتبطة بكتفٍ هائل الكبر ذو لوح كتفٍ ضخم وعناصر من العظم الغُدافي متصلة بدرع الجسد، وندبات عضلية كبيرة على السطح الجوفي لعظم العضد، ومفاصلٌ بعيدة شديدة الحركة. تظهر عظام الزعنفة الأمامية جوانب كبيرة من العضلات، مما يشير إلى كون هذه الزعنفة عضلية، وفي نفس الوقت، لديها القدرة على الانثناء كمفصل الرسغ. ساعدت هذه الميزات الشبيهة بالرسغ على ترسيخ الكائن وتثبيته إلى أسفل في تيار الحركة السريع.
وتجدر الإشارة أيضاً إلى وجود متنفسات في الجزء العلوي من الرأس، والتي تدل على امتلاك المخلوق رئتين بدائيتين وخياشيم. كان لهذه السمة فائدة كبيرة في المياه الضحلة، حيث تؤدي درجة حرارة الماء المرتفعة إلى انخفاض محتوى الأوكسجين. وربما أدى ذلك الإنماء إلى تطور القفص الصدري ليصبح أقوى، وهي سمة تطورية رئيسية للكائنات الحية على الأرض. ساعد القفص الصدري القوي جسد حيوان التيكتاليك كلما قرر القيام بمغامرة والخروج بعيداً عن الموائل المائية بالكامل. وتفتقر التيكتاليك أيضاً إلى خاصية تتميز بها معظم الأسماك –وهي الصفائح العظمية في منطقة الخياشيم والتي تقيّد حركة الرأس الجانبية. وذلك دليل على أن التيكتاليك هي أقدم الأسماك التي تملك رقبة وحزام كتفٍ منفصلٍ عن الجمجمة. تمنح هذه الميزة الحيوان مزيداً من الحرية في صيد الفريسة سواء على الأرض أو في المياه الضحلة.
تقارن التيكتاليك أحياناً بسمك الرمح (وتحديداً قاطور الرمح) من فصيلة الأسماك عظمية الحراشف. حيث تتشارك معها في عدد من الخصائص:
- أنماط حرشفية ماسية الشكل مشابهة لتلك الموجودة لدى لحميات الزعانف (حيث تكون الحراشف معينة الشكل ومتشابكة ومحودبة)
- الأسنان المنظمة في صفين
- الخياشيم الداخلية والخارجية
- الجسد الأنبوبي والانسيابي
- غياب الزعنفة الظهرية الأمامية
- الجمجمة المضغوطة ظهرياً والعريضة
- العظام الجبهية المقرونة
- فتحات أنفية فرعية
- الفم قبل النهائي
- عضو شبيه بالرئة
- علم أحياء الحفريات

تملك التيكتاليك عموماً سمات الأسماك فصية الزعانف، لكن زعانفها الأمامية تتميز بهياكل عظمية شبيهة بالأذرع وأقرب إلى تلك الموجودة لدى التماسيح، بما في ذلك الكتف والكوع والرسغ. لم تشمل المستحاثة المكتشفة في عام 2004 الزعانف الخلفية والذيل، بل كانت تحتوي على صفوف من الأسنان الحادة تشير إلى كون المستحاثة سمكة مفترسة، وبإمكانها تحريك رقبتها بشكل مستقل عن جسدها، وهو أمر غير شائع لدى الأسماك الأخرى (باستثناء الـ Tarrasius والـ Mandageira ولوحيات الأدمة وفرس البحر المنقرض). كانت للتيكتاليك جمجمة مسطحة تشبه جمجمة التمساح، حيث كانت عيونها في أعلى الرأس، وتتشابه رقبتها وأضلاعها مع تلك الموجودة لدى رباعيات الأرجل. فكانت وظيفة الأضلاع هي دعم الجسد والمساعدة في التنفس عن طريق الرئتين. وامتلكت أيضاً فكين متطورين وملائمين لالتقاط الفرائس، وشق خيشومي صغير يدعى متنفسات (فتحة تنفسية)، والذي تطور في الحيوانات اللاحقة ليشكل عضو الأذن.
عُثر على الأحفورات في Farm Formation –رواسب المجاري المائية المتعرجة بالقرب من خط الاستواء الديفوني –مما يشير إلى وجود حيوان قاعي عاش سابقاً في قاع المياه الضحلة، وربما خارج الماء حتى لفترات قصيرة. ويدل الهيكل العظمي أيضاً إلى دوره في دعم الجسد تحت تأثير قوة الجاذبية سواء في المياه الضحلة جداً أو على الأرض. كانت النباتات الملحاء في تلك الفترة، ولأول مرة، تزدهر وتسقط الأوراق سنوياً في الماء، فتجذب الفريسة الصغيرة إلى المياه الضحلة الدافئة والفقيرة بالأوكسجين والتي يصعب على الأسماك الكبيرة السباحة فيها. وادعى المكتشفون أن التيكتاليك استخدمت أطرافها البدائية على أرض المجاري المائية، وربما استطاعت سحب نفسها إلى الشاطئ لفترات قصيرة. وفي عام 2014، أُعلن عن اكتشاف حزام الحوض الخاص بالحيوان: وكان هيكل هذا الحزام قوياً، أي ربما كان ذو فائدة كبيرة للتيكتاليك في التحرك ضمن المياه الضحلة وعبر الأراضي الطينية. أجرى المسؤولون عن هذا الاكتشاف، نيل شوبين وتيد داشلر، أبحاثاً في جزيرة إليسمير عن الأحفورات منذ عام 2000.
“نعمل على التحقق من الفرضية القائلة بأن هذا الحيوان كان مخصصاً للعيش في المجاري المائية الضحلة، وربما موائل المستنقعات، بل حتى بعض الأحواض. وربما استطاع السباحة والوصول إلى اليابسة في بعض الأحيان، وذلك باستخدام الزعانف المتخصصة للغاية. وهو ما يهمنا بشكل خاص هنا. يقوم الحيوان بتطوير ميزات تسمح للحيوانات الأخرى في نهاية المطاف باستغلال الأرض.

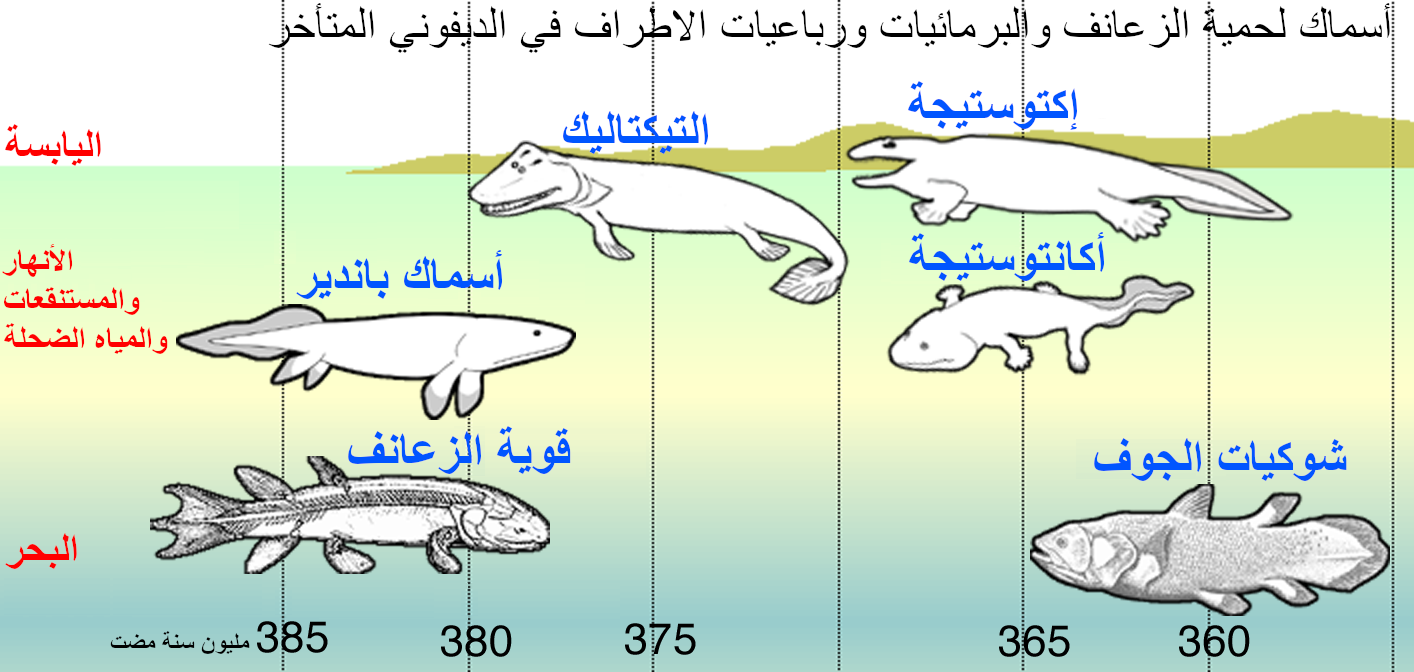
أنواع الفقاريات خلال أواخر الديفوني. أحفاد لحميات الزعانف وتشمل رباعيات الأطراف الأولى.

## الاكتشاف
اكتُشفت ثلاثة هياكل عظمية متحجرة للتيكتاليك عام 2004 في الصخور التي تشكلت من رواسب الأنهار على جزيرة إليسمير في العصر الديفوني المتأخر. تقع هذه الجزيرة في نونافوت شمالي كندا. وقدر العلماء عمر هذه الأحفورات بين 375 و379 و383 مليون سنة مضت. وخلال زمن وجود هذا الكائن، كانت جزيرة إليسمير جزءاً من قارة لورنشيا (والتي تشكل اليوم الجزء الشرقي من قارة أميركا الشمالية وغيرنلاند). حيث تمركزت موائل هذا الحيوان حول خط الاستواء، وكان المناخ دافئاً وقتها. وعندما تم اكتشاف الأحفورات، عُثر أيضاً على إحدى الجماجم البارزة من جرف ما، وعقب مزيد من البحث، عُثر على أحفورة في حالة ممتازة تعود لنموذج عمره 375 مليون عام.
نُشر هذا الاكتشاف –الذي قام به إدوارد ب. داشلر من أكاديمية العلوم الطبيعية ونيل هـ. شوبين من جامعة شيكاغو، وبروفيسور جامعة هارفارد فاريش آ. جنكينز جونيور –في السادس من شهر نيسان عام 2006 في مجلة Nature [1]. وحصل التيكتاليك فوراً على مصطلح أحفورة انتقالية. وقال داشلر موضحاً:
إن اسم تيكتاليك مشتق من اللغة الإنكتيتوتية والتي تعني “أسماك المياه العذبة الكبيرة”. وأطلق هذا الاسم بعد اقتراح من شيوخ الإنويت في إقليم نونافوت في كندا، وهو المكان الذي اكتُشفت فيه الأحفورة.